# Holtak hajnala (film, 1978)
A Holtak hajnala (Dawn of the Dead) 1978-ban rendezett színes horrorfilm, melyet George A. Romero rendezett. A film a megjelenése óta igazi kultuszfilmnek számít. 2004-ben a történet alapjait egy remake változatban újra feldolgozták.

## Cselekmény
|  | Alább a cselekmény részletei következnek! |

A film elején megismerhetjük Stephent és Francine-t, akik a philadelphiai tévétársaságnál dolgoznak. Egy ismeretlen kór pusztít az Egyesült Államokban. A stúdióban éppen egy orvos ad tanácsot a vírus megfékezésére, de az emberek nem hallgatnak rá. A műsor alatt Stephen és Fran elhatározza, hogy a társaság helikopterén elmenekülnek a biztos halál elől. Eközben a rendőrség egy épületet vett körbe, ahol elszabadultak az élőholtak, és a helyiek átvették az irányítást. Az épületet megrohamozzák az elit kommandósok, akik valóságos vérfürdőt rendeznek a zombik és a lakók között, ám a helyzet kicsúszik a kezükből, és rengetegen meghalnak az élőholtak által. A kommandósok között van Roger és Peter, akiknek elegük van a kormány tehetetlenségéből, és mivel Roger barátja Stephen, ezért csatlakoznak hozzájuk. Így négyen indulnak útnak. Útjuk során észreveszik, hogy a hadsereg és a nemzeti gárda képtelen a helyzet megoldására, így evakuálják a közeli városokat és falvakat, majd közös erővel (civil segítséggel is) megpróbálják likvidálni az élőhalottakat, de a terveik sorozatos kudarcokba fulladnak. A helikopterből kifogy az üzemanyag, így leszállnak egy benzinkútnál tankolni, ahol élőholtak támadnak rájuk. Sikeresen túlélik majd elmenekülnek, ám a kevés üzemanyag miatt le kell szállniuk. Egy bevásárlóközpont tetején szállnak le. Az épületben szintén vannak élőholtak, de csak kevés. Eldöntik, hogy megtisztítják az épületet, és „erődítménnyé” alakítják át. A terv sikerül, ám közben Rogert megharapja egy zombi a lábán. Az immár üres épületben egész jól berendezkednek (Stephen és Peter kosaraznak, Fran műkorcsolyázik, míg Roger egy ladikban járja körbe az áruházat, és mindent kipróbál). Az idő egyre jobban telik, és már a rádióból sem érkezik semmilyen jel arról, hogy sikerült-e a kórt megfékezni. Eközben Roger állapota egyre jobban romlik, és már a fájdalomcsillapítók sem használnak. Roger érzi, hogy ő is át fog változni, ezért megkéri Petert, hogy ha átalakul, lője fejbe. Az átalakulás nemsokára bekövetkezik és Roger meghal, ami a három főre fogyatkozott társaságot nagyon megviseli. Rogert eltemetik az áruház egyik kertjében.
Nem sokkal később egy rádióadást fognak, amely egy huligánbandától érkezik, akik megpróbálják a triót rávenni, hogy engedjék be őket az áruházba. Mivel ez nem történik meg, erőszakkal jutnak be a komplexumba, aminek következtében bejutnak az élőholtak is. Peterék ugyan felveszik a harcot a behatolók ellen, ám nagyon megszaporodnak a zombik, ezért nem marad más választásuk, minthogy a helikopterrel elmeneküljenek. Stephen életét veszti, majd átváltozik élőholttá. Mivel korábbi búvóhelyükre vezeti a zombikat, Peternek és Frannek menekülnie kell. Peter azt mondja Frannek, hogy menjen a helikopterhez és meneküljön (Fran tud helikoptert vezetni). Peter végül mégis összeszedi magát és felfut a helikopterhez. Mikor kérdezi Frantől, hogy mennyi üzemanyaguk van hátra, az közli, hogy kevés, ám tudván, hogy nincs hova menniük, nekivágnak a lehetetlennek. 
|  | Itt a vége a cselekmény részletezésének! |

## Szereplők
| Szereplők                      | Név               | Magyar hang (1. változat) |
| ------------------------------ | ----------------- | ------------------------- |
| Stephen                        | David Emge        | Sinkovits-Vitay András    |
| Peter                          | Ken Foree         | Kálid Artúr               |
| Roger                          | Scott H. Reiniger | Hevér Gábor               |
| Francine                       | Gaylen Ross       | Roatis Andrea             |
| Dr. James Foster               | David Crawford    |                           |
| Mr. Sidney Berman, TV-riporter | David Early       |                           |
| Dr. Millard Rausch             | Richard France    |                           |

## Alternatív befejezés
A filmhez készült egy alternatív vég, melyben Peter nem fut fel a helikopterhez, hanem inkább fejbe lövi magát. Fran pedig úgy lesz öngyilkos, hogy a fejét a helikopter propelleréhez emeli. Ezt a változatot később elvetették.

## Kritika
A filmet, bár a kritikusoknál jól szerepelt, sokan támadták a durva jelenetek miatt. 2013 végén 95%-on állt a Rotten Tomatoes oldalán. A film a nyitó hétvégén 900 000 dollárt hozott az Egyesült Államokban, a világon pedig 55 000 000 dollárt, így ez lett a „holtak” széria legtöbbet hozó darabja.

## Feldolgozás
A filmről készült feldolgozás 2004-ben jelent meg Holtak hajnala címmel. Az eredeti film szereplői közül három is feltűnik cameoszerepben: Ken Foree (teleevangelista), Scott Reiniger (tábornok), és Tom Savini (Cahill seriff).